# 中山大学岭南学院
中山大学岭南学院（Lingnan College, Sun Yat-sen University），简称中大岭院，原称中山大学岭南（大学）学院，成立于1988年，是中山大学的四个经管类学院之一，以经济学为强势学科。目前，该学院为中国经济学年会理事单位之一。
截至2024年9月，拥有经济学、金融学2个本科专业。

## 历史

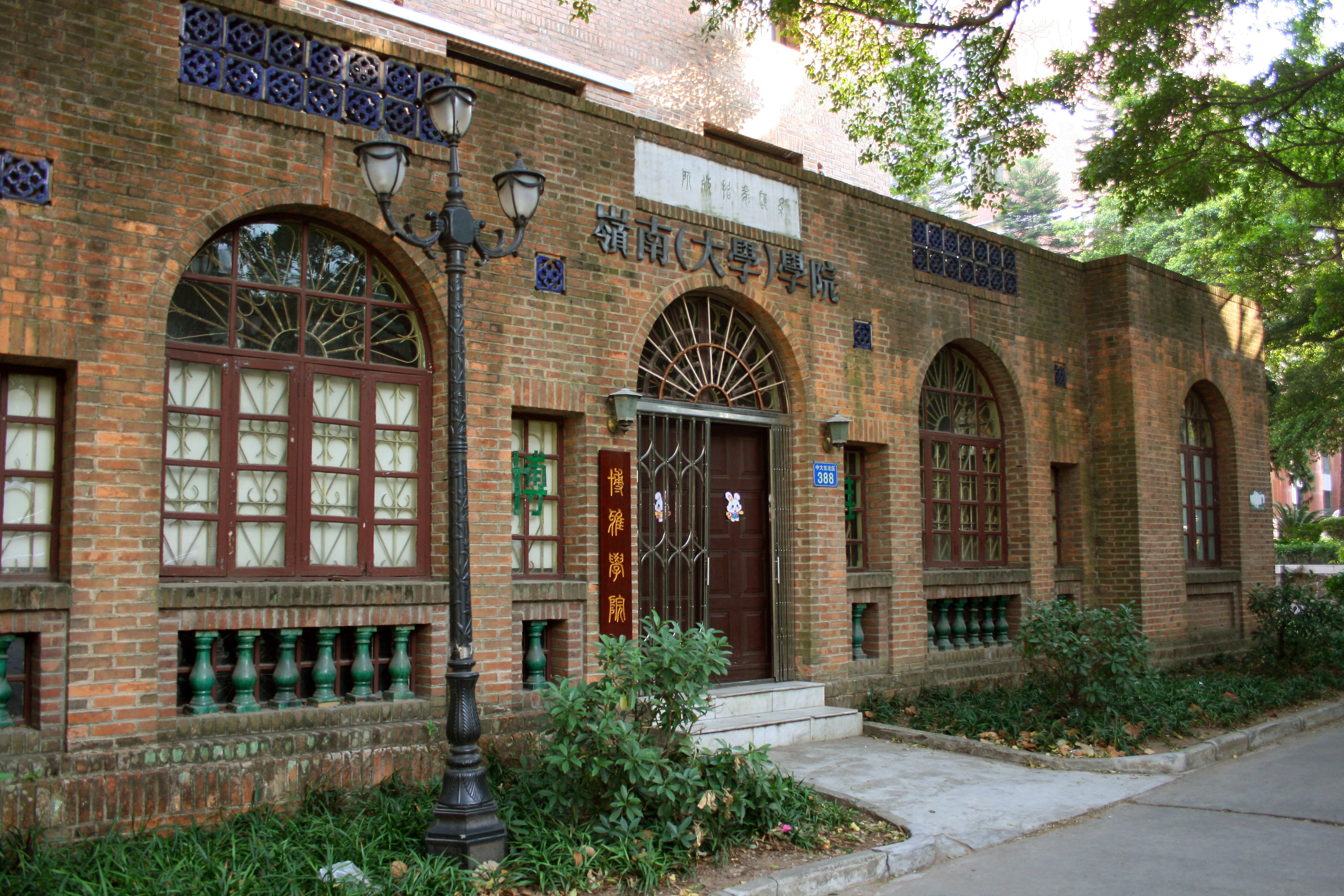
一座岭南大学旧建筑

1888年，在美国美北长老会海外差会同意下，美国传教士在广州创办了一所不隶属于任何教派的基督教大学——格致书院。1926年，该校改名为私立岭南大学。1952年，在中国高等院校院系调整中，私立岭南大学停办，主要科系被併入中山大学。不久，中山大学校址从天河区的石牌迁到原岭大校址海珠区的康乐园。
1988年，时值私立岭南大学创建一百年之际，中山大学岭南（大学）学院经中华人民共和国国家教育委员会批准成立，为中山大学所属院系。
2015年，学院通过AACSB、AMBA和EQUIS国际认证，成为中国大陆第三个获得三认证的商学院。
2022年，学院更名为中山大学岭南学院。，剥离管理学科，停止MBA与EMBA招生。

## 校友列表

### 私立岭南大学
- 梁羽生（陈文统）：新派武侠小说作家，与金庸齐名，曾任香港《大公报》编辑
- 甘乃光：黄埔军校政治部秘书兼教官，广州市市长、行政院秘书长、国民大会主席团主席、国民政府驻澳大利亚大使
- 邹至庄：著名计量经济学教授，普林斯顿大学名誉政治经济学教授与经济学教授
- 孫科：中华民国考试院、行政院、立法院长
- 伍舜德：香港美心集团创办人之一，曾任香港美心食品有限公司董事长兼总经理
- 伍沾德：香港美心集团创办人之一
- 伍联德：《良友画报》创刊人
- 林思齐：加拿大英属哥伦比亚省总督
- 林云陔：广东省政府主席、前中山大学校长
- 郭棣活：广东省副省长、香港基本法起草委员会委员，永安百货家族成员
- 郭琳爽：永安百货家族成员、永安公司总经理
- 冼玉清：广东学者，以研究广东文献为主；同时也是诗人、画家
- 锺荣光：清代举人，兴中会成员，岭南大学首任华人校长，并曾任民国初年广东都督府教育司长、广州市政府参事
- 马仪英：香港教育家，九龙真光中学创校校长
- 娄成后：中国科学院资深院士、中国农业大学教授、前副校长
- 容启东：教育家，广州岭南大学教授、香港大学植物系高级讲师兼系主任、香港崇基学院校长、香港中文大学首任副校长
- 倪少杰：香港前立法局议员、前临时立法会议员、香港中华厂商联合会前会长、蚬壳电器工业(集团)有限公司独立非执行董事
- 陈香梅：飞虎将军陈纳德之妻，美国政府中国政策资深顾问
- 陈荣捷：中央研究院院士，曾任达茅茨学院（Dartmouth College ）中国哲学与文化教授，专攻宋明理学
- 张悦楷：广东话剧院话剧演员、中国国家一级演员
- 毕漪汶：澳门教育家、前广东省第六、七、八届人大代表
- 曾呈奎：海洋生物学家
- 林尚安：中国科学院院士，高分子化学家
- 黄本立：中国科学院院士，原子光谱分析专家
- 郑儒永：中国科学院院士，生物学家，真菌学家，父亲郑铁如
- 胡秀英：崇基学院生物系教授、植物学学者，以研究冬青科、菊科、锦葵科和兰科为主
- 黄翠芬：分子遗传学家，军事医学院一级研究员
- 黄锡凌：粤方言语言学家，香港大学语言学校首任校长
- 廖梦醒：中国国民党元老廖仲凯、何香凝长女，中共党员。曾任宋庆龄秘书有指1923年12月21日，孙中山偕夫人宋庆龄到访岭南大学演讲（讲题《非学问不能救国》），是廖梦醒居中联系安排。六届全国政协委员。其夫李少石曾为周恩来秘书。
- 关恩佐：广州培英中学校长 （1919年至1926年）
- 黄启明：广州培正中学已故校长（1918年至1939年）
- 刘文汉：香港企业家，20世纪60年代香港富豪，“香港假发业之父”
- 钱树芬：执业律师、国民政府国会首届议员（广东代表）、广东民政司司长
- 简又文：太平天国史学家、耶鲁大学研究院研究员

### 中山大学岭南学院
- 徐少华：中共广东省委常委、常务副省长
- 贡儿珍：广东省广州市副市长，广州市政协副主席
- 庞国梅：广东省云浮市委书记，市人大常委会主任
- 吴伟鹏：广东省政协秘书长、办公厅主任
- 詹延遵：江西省赣州市副市长
- 窦翔燕：湖南省郴州市人大常委会副主任
- 陈央：广东省委农办副主任
- 邹勇兵：广东湛江奋勇高新区党委副书记
- 丘克军：南方报业传媒集团党委副书记，南方传媒学院副院长
- 洪翰：斯坦福大学经济系教授，国际计量经济学会会员
- 文义民：南方医科大学党委书记，少将
- 陆军：中山大学岭南学院副院长，金融学教授
- 李广众：中山大学管理学院副院长
- 王则柯：中山大学岭南学院国际商务系教授
- 谢丽霜：中央民族大学经济学院教授
- 王俊彦：中国守正基金管理（香港）有限公司主席
- 戴科彬：猎聘网创始人兼首席执行官
- 郑南雁：7天连锁酒店首席执行官（CEO）
- 邱红：第一上海金融集团有限公司主席
- 方俊洪：来利网董事长
- 文健君：创捷供应链有限公司总裁
- 陈德宏：大象股份董事长
- 李金圆：深圳希思国际控股有限公司董事长
- 朱康建：博创机械股份有限公司董事长
- 林道藩：广东松发陶瓷股份有限公司董事长
- 柯智耀：广东钢正建材股份有限公司总裁
- 李远峰：广东万绿达集团有限公司董事长，广东省五华商会常务副会长兼秘书长
- 雷建威：中国狮子联会副会长
- 黄锐才：画家，国际书画家协会学术委员
- 林可昕：歌手，T.R.Y组合成员

## 外部連結
- 中山大学岭南学院 （页面存档备份，存于）